# Kirbya setosa
Kirbya setosa är en tvåvingeart som beskrevs av Townsend 1915. Kirbya setosa ingår i släktet Kirbya och familjen parasitflugor. Inga underarter finns listade i Catalogue of Life.